# Cristina Scuccia
Cristina Scuccia (Vittoria, 19 agosto 1988) è una cantante italiana.
Precedentemente nota in tutto il mondo come Suor Cristina, è stata una religiosa dell'ordine delle Suore orsoline della Sacra Famiglia, diventando nota a livello internazionale partecipando e vincendo la seconda edizione del talent show The Voice of Italy, nella squadra capitanata dal rapper J-Ax. Il video della sua Blind Audition, in cui cantava No One di Alicia Keys, è stato il quarto più visualizzato su YouTube a livello mondiale nel 2014.

## Biografia
Nata a Vittoria, in provincia di Ragusa, da Biagio "Gino" Scuccia (?-2021) e Lina Rizza, ha un fratello di nome Silvio e vive con la famiglia a Comiso.
Nel 2007 interpreta il ruolo di Suor Rosa, fondatrice delle Suore orsoline della Sacra Famiglia, nel musical Il coraggio di amare. Frequenta dal 2008 l'Accademia di spettacolo Star Rose Academy a Roma, studiando canto con i docenti Franco Simone e Tiziana Rivale.
Inizia il cammino di postulato nel 2009 e, dopo un periodo di due anni vissuto in Brasile per il noviziato, prende i voti nel 2012 nella congregazione delle suore orsoline della Sacra Famiglia. Ancora novizia, nel giugno 2012, esordisce televisivamente al programma Dizionario dei sentimenti in Gold TV, ideato e condotto da Franco Simone. Nel 2013 vince il concorso canoro religioso Good News Festival a Roma, trasmesso da TV2000, con il brano Senza la tua voce, che verrà pubblicato come singolo il 30 luglio di quell'anno. L'anno successivo partecipa e vince la seconda edizione del talent show The Voice of Italy, nella squadra del rapper J-Ax, ottenendo grande successo e firmando successivamente un contratto discografico con la Universal Music.
Dopo aver rinnovato i suoi voti il 29 luglio 2014, Suor Cristina si dedica alla preparazione del suo primo lavoro discografico. Il 10 novembre successivo esce Sister Cristina pubblicato dalla Universal Music Italia anticipato dal singolo Like a Virgin (20 ottobre 2014), cover del celebre brano di Madonna. Il 18 dicembre 2014 viene pubblicato in Francia il secondo estratto dell'album Blessed Be Your Name, brano del cantante pop-cristiano britannico Matt Redman, presente nell'album Where Angels Fear to Tread (2002). Lo stesso giorno la SNEP (Syndicat national de l'édition phonographique) certifica il disco d'oro conquistato in Francia. Dopo numerosi importanti impegni nell'ambito della promozione del disco, come ad esempio la sua esibizione al Today Show di New York, il 14 dicembre 2014 partecipa al Concerto di Natale in Vaticano, che verrà poi trasmesso da Rai 2 il 24 dicembre successivo.
L'11 marzo 2015 pubblica in Giappone Sister Cristina, lancio anticipato da una sezione live allo YouTube Live Space di Tokyo in cui ha presentato il brano The First Star, bonus track inserito nella versione giapponese del disco. Dal 10 dicembre 2015 fino al 2017 è nel cast del musical Sister Act, diretto da Saverio Marconi, nei panni della novizia Suor Maria Roberta. Nell'estate del 2016 è tra i protagonisti dello spettacolo Titanic - Il musical. Nello stesso anno incide assieme al cantante svizzero Patric Scott una cover di Hallelujah di Leonard Cohen, pubblicata il 1º dicembre.
Il 9 marzo 2018 pubblica il singolo Felice, che anticipa il suo secondo album, dal titolo omonimo, che viene pubblicato il 23 marzo. Nel 2019 prende parte come concorrente a due talent show: a febbraio negli Stati Uniti d'America partecipa a The World's Best, in onda sulla CBS. Dal 30 marzo 2019 partecipa alla quattordicesima edizione di Ballando con le stelle, in onda su Rai 1, e, con la sua partecipazione, per la prima volta nel programma, un concorrente si esibisce con 3 ballerini, Stefano Oradei, Jessica De Bona e Giulia Antonelli; viene eliminata poi nell'ottava puntata del programma. L'8 settembre successivo prende i voti perpetui. Le sue ultime apparizioni televisive come Suor Cristina sono come ospite dei programmi di TV8 Name That Tune - Indovina la canzone e Guess My Age - La sfida.
Il 20 novembre 2022 è stata ospite del programma Verissimo di Silvia Toffanin, in cui ha annunciato pubblicamente di aver rinunciato ai voti per potersi dedicare a tempo pieno alla carriera musicale. Nel 2023 ha partecipato alla diciassettesima edizione del reality show L'isola dei famosi. Il 17 marzo dello stesso anno ha pubblicato il singolo La felicità è una direzione. Tra il 2023 e il 2025 è una delle coach di Io canto Generation, Io canto Family e Io canto Senior, tutti e tre talent show di Canale 5: il primo e l'ultimo sono condotti da Gerry Scotti, mentre il secondo è condotto da Michelle Hunziker.

## Discografia

### Come Suor Cristina

#### Album in studio
- 2014 – Sister Cristina
- 2018 – Felice

#### Singoli
- 2013 – Senza la tua voce
- 2014 – Lungo la riva
- 2014 – Like a Virgin
- 2014 – Blessed Be Your Name
- 2016 – Hallelujah (con Patric Scott)
- 2018 – Felice

### Come Cristina Scuccia

#### Singoli
- 2023 – La felicità è una direzione
- 2023 – O Come, All Ye Faithful
- 2024 – Se avessi
- 2024 – Parapendio

## Videografia

### Come Suor Cristina

#### Video musicali
- 2014 – Like a Virgin
- 2014 – Blessed Be Your Name
- 2016 – Hallelujah
- 2018 – Felice

### Come Cristina Scuccia

#### Video musicali
- 2023 – La felicità è una direzione
- 2024 – Se avessi
- 2024 – Parapendio

## Teatro
- Il coraggio di amare, regia di Lorella Mauro (2008-2009)
- Sister Act, regia di Saverio Marconi (2015-2017)
- Titanic - Il musical, regia di Stanislav Moša (2016)

## Programmi televisivi

### Come Suor Cristina
- Dizionario dei sentimenti (Gold TV, 2012) - guest star
- Good News Festival (TV2000, 2013) - concorrente, vincitrice
- The Voice of Italy (Rai 2, 2014) - concorrente, vincitrice
- The World's Best (CBS, 2019) - concorrente
- Ballando con le stelle 14 (Rai 1, 2019) - concorrente
- Name That Tune - Indovina la canzone (TV8, 2020) - concorrente, vincitrice
- Guess My Age - Indovina l'età (TV8, 2020) - guest star

### Come Cristina Scuccia
- L'isola dei famosi 17 (Canale 5, 2023) - concorrente
- Io canto Generation (Canale 5, 2023-2024) - coach
- Io canto Family (Canale 5, 2024) - coach
- Io canto Senior (Canale 5, 2025) - coach